# Ptilosticha bimaculata
Ptilosticha bimaculata är en fjärilsart som beskrevs av Walsingham 1889. Ptilosticha bimaculata ingår i släktet Ptilosticha och familjen konkavmalar. Inga underarter finns listade i Catalogue of Life.